# نورآباد (جعفرآباد)
نورآباد روستایی در دهستان جعفرآباد بخش مرکزی شهرستان جعفرآباد استان قم ایران است.

## جمعیت
بر پایه سرشماری عمومی نفوس و مسکن در سال ۱۳۹۵ جمعیت این روستا ۱۴۶ نفر (۴۲خانوار) بوده‌است.